# Giải Mâm xôi vàng

Biểu trưng của giải thưởng

Giải Mâm xôi vàng (tiếng Anh: Golden Raspberry Awards hay Razzies) là một giải thưởng điện ảnh do John Wilson lập ra vào năm 1980 với mục đích làm giải thưởng điện ảnh ngược so với giải Oscar, theo đó, Giải Mâm xôi vàng sẽ được trao cho những tác phẩm điện ảnh, các vai diễn và các hạng mục khác liên quan đến điện ảnh được coi là dở nhất trong năm của điện ảnh Hoa Kỳ. Người nhận giải sẽ được trao tặng một mô hình quả mâm xôi màu vàng gắn trên đế nhựa, mô hình này có giá khoảng 4,89 USD.
Trong tiếng Anh, raspberry còn là một từ thân mật để chỉ đến tiếng tặc lưỡi hay bĩu môi (như âm thanh khi trung tiện) để tỏ ý chế nhạo hoặc khinh miệt.

## Quá trình xét giải
Hiện nay, Giải Mâm xôi vàng được xác định bằng một cuộc bỏ phiếu của các thành viên thuộc Quỹ Mâm xôi Vàng (tiếng Anh: Golden Raspberry Award Foundation - GRAF); ngược với quy trình của giải Oscar, danh tính những người bỏ phiếu được tuyên bố công khai. Danh sách đề cử của Mâm xôi Vàng được công bố trước 1 ngày so với lễ công bố danh sách đề cử của Giải Oscar và lễ Trao Giải Mâm xôi vàng diễn ra sau 1 ngày so với lễ trao giải Oscar.

## Hạng mục giải

### Hạng mục chính thức
Các hạng mục chính thức của Giải Mâm xôi vàng hiện nay là:
- Phim dở nhất
- Đạo diễn tồi nhất
- Diễn viên nam chính tồi nhất
- Diễn viên nữ chính tồi nhất
- Nam diễn viên phụ tồi nhất
- Nữ diễn viên phụ tồi nhất
- Cặp vai diễn tồi nhất
- Kịch bản tồi nhất
- Phim làm thêm dở nhất
- Phim làm lại dở nhất
- Ngôi sao mới tồi nhất
- Bài hát trong phim dở nhất

### Hạng mục đặc biệt
Ngoài các hạng mục chính thức, tùy theo từng năm Giải Mâm xôi vàng còn trao thêm các hạng mục đặc biệt như Worst Reckless Disregard for Human Life and Public Property (1997), Most Flatulent Teen-Targeted Movie (2002), Worst Excuse for an Actual Movie (All Concept/No Content!) (2003), Most Tiresome Tabloid Targets (2005) hay Worst Excuse For Family Entertainment (2006).
Vào các năm 1981, 1983, 1985 và 1987 người ta còn đưa ra hạng mục Giải Mâm xôi vàng cho cống hiến sự nghiệp tồi nhất (Worst Career Achievement Award) để trao cho Ronald Reagan, Linda Blair, Irwin Allen và con cá mập Bruce trong phim Hàm cá mập (Jaws).

## Trao giải

### Lễ trao giải
Lễ trao Giải Mâm xôi vàng được tổ chức rất đơn giản, không có thảm đỏ và các trang trí hào nhoáng như của giải Oscar. Thông thường những người bị trao Giải Mâm xôi vàng sẽ không đồng ý nhận giải hoặc tham gia lễ trao giải, tuy vậy cũng có một số trường hợp ngoại lệ:
- Năm 1987, Bill Cosby bị trao 3 Giải Mâm xôi vàng cho Phim tồi nhất, Vai nam chính tồi nhất và Kịch bản tồi nhất cho phim Leonard Part 6. Ông là người đầu tiên đồng ý nhận giải thưởng.
- Năm 1992, Tom Selleck đồng ý nhận giải diễn viên nam phụ tồi nhất cho vai diễn Vua Ferdinand của Tây Ban Nha trong phim Christopher Columbus: The Discovery.
- Năm 1995, đạo diễn Paul Verhoeven trở thành người đầu tiên xuất hiện tại lễ trao giải để nhận giải thưởng cho Đạo diễn tồi nhất và Phim tồi nhất cho phim Showgirls.
- Năm 1997, nhà biên kịch Brian Helgeland trở thành người đầu tiên nhận Giải Mâm xôi vàng và giải Oscar trong cùng một năm. Ông đoạt giải Oscar cho hạng mục kịch bản chuyển thể hay nhất trong phim L.A. Confidential, và nhận giải kịch bản tồi nhất trong phim The Postman của Kevin Costner. Brian không tham dự lễ trao giải, nhưng muốn giải thưởng này nhắc nhở cho ông về tạo hóa trêu ngươi tại Hollywood. Ông đã chính thức nhận giải thưởng tại văn phòng của mình ở hãng Warner Bros.
- Năm 2001, diễn viên hài Tom Green đã đồng ý nhận cả năm Giải Mâm xôi vàng cho bộ phim Freddy Got Fingered, bao gồm cả giải phim tồi nhất. Khi lên nhận giải, anh nói: "Tôi muốn nói rằng tôi không đáng bị như thế này một chút nào hơn bất cứ ai... Lạy Chúa! Tôi thực sự muốn nói như vậy đấy. Mặc dù, tôi không nghĩ tôi đúng". Green đến tham dự lễ trao giải bằng một chiếc Cadillac trắng và anh còn tự mang theo cả thảm đỏ. Bài phát biểu của Tom Green còn có một đoạn nhạc harmonica dường như dài bất tận, và kết cục là anh đã bị lôi khỏi bục nhận giải[2].

### Giải Mâm xôi vàng và giải Oscar
Năm 1997, nhà biên kịch Brian Helgeland đã trở thành người đầu tiên giành cả giải Oscar và Giải Mâm xôi vàng trong cùng một năm. Ông được trao giải Oscar Kịch bản chuyển thể hay nhất cho kịch bản phim L.A. Confidential và Giải Mâm xôi vàng Kịch bản tồi nhất cho kịch bản phim Người đưa thư (The Postman).
Hai diễn viên từng được đề cử cho cùng một diễn xuất ở cả giải Oscar và Giải Mâm xôi vàng là James Coco cho vai diễn trong Only When I Laugh (1982) và Amy Irving cho vai diễn trong Yentl (1984). Cả hai đều không giành bất cứ giải nào trong các đề cử trên. Năm 1992 Jack Nicholson bị đề cử Giải Mâm xôi vàng diễn viên nam chính cho hai vai diễn trong Hoffa và Man Trouble, cùng năm này ông lại được đề cử giải Oscar ở hạng mục vai nam phụ cho vai diễn trong Chỉ có vài người tốt (A Few Good Men). Năm 2004, Halle Berry bị nhận Giải Mâm xôi vàng diễn viên nữ tồi nhất cho vai diễn trong Miêu nữ (Catwoman) chỉ hai năm sau khi được nhận Giải Oscar Nữ diễn viên chính xuất sắc nhất. Cô là nữ diễn viên đầu tiên chấp nhận Giải Mâm xôi vàng và khi đến tham dự lễ trao giải cô đã cầm theo cả tượng vàng Oscar của mình.
Năm 2009, Sandra Bullock trở thành nữ diễn viên nhận cả Giải Mâm xôi vàng lẫn giải Oscar trong cùng một năm, với Giải Mâm xôi vàng cho Nữ diễn viên chính tồi nhất trong phim All about Steve và Giải Oscar cho nữ diễn viên chính xuất sắc nhất trong phim The blind side.

### Kỷ lục
Bộ phim đang giữ kỷ lục về số đề cử và số Giải Mâm xôi vàng là Jack & Jill (2011) với 10 đề cử và chiến thắng 10 giải. Thứ 2 là Showgirls (1995) với 14 đề cử và 7 giải. Cùng có 7 Giải Mâm xôi vàng như Showgirls là Battlefield Earth 2002 (trong số 8 đề cử). Bộ phim đầu tiên đoạt 5 "Giải Mâm xôi vàng quan trọng nhất" (Phim tồi nhất, Diễn viên nam và nữ chính tồi nhất, Đạo diễn tồi nhất, Kịch bản tồi nhất) là Gigli (2003). Nam diễn viên Sylvester Stallone với 30 đề cử và 10 giải đang là diễn viên giữ kỉ lục về đề cử và giải thưởng của Giải Mâm xôi vàng.